# Henry Levin
Henry Levin (* 5. Juni 1909 in  Trenton, New Jersey; † 1. Mai 1980 in Los Angeles, Kalifornien) war ein US-amerikanischer Regisseur.

## Biographie
Ursprünglich war Henry Levin Bühnenschauspieler. Seine Karriere begann jedoch 1943 als Dialogautor in Dangerous Blondes und Appointment in Berlin. Den Schwerpunkt seiner Karriere bildeten Spielfilme wie Die Reise zum Mittelpunkt der Erde und Die Wunderwelt der Gebrüder Grimm. Trotz seines ursprünglichen Berufes hatte er nur einen einzigen TV-Auftritt als Schauspieler in der Serie Planet der Affen. Henry Levin starb in den letzten Produktionstagen des von ihm gedrehten Fernsehfilms Scout's Honor.

## Filmografie
- 1944: Cry of the Werewolf
- 1944: Sergeant Mike
- 1944: Dancing in Manhattan
- 1945: The Negro Sailor
- 1945: I Love a Mystery
- 1946: Mein Herz gehört dem Rebellen (The Fighting Guardsman)
- 1946: Der Bandit und die Königin (The Bandit of Sherwood Forest)
- 1946: Night Editor
- 1946: The Devil's Mask
- 1946: The Unknown
- 1946: Flucht von der Teufelsinsel (The Return of Monte Cristo)
- 1947: The Guilt of Janet Ames
- 1946: The Corpse Came C.O.D.
- 1948: Ein Mann für Millie (The Mating of Millie)
- 1948: Der Richter von Colorado (The Man from Colorado)
- 1948: Die Geliebte des Marschalls (The Gallant Blade)
- 1949: Der Mann, der zu Weihnachten kam (Mr. Soft Touch)
- 1949: Jolson Sings Again
- 1949: Zwei Männer und drei Babies (And Baby Makes Three)
- 1950: Das skandalöse Mädchen (The Petty Girl)
- 1950: Verurteilt (Convicted)
- 1950: The Flying Missile
- 1950: The Family Secret
- 1951: Zwei von einer Sorte (Two of a Kind)
- 1952: Im Dutzend heiratsfähig (Belles on Their Toes)
- 1953: Gefährtin seines Lebens (The President’s Lady)
- 1953: The Farmer Takes A Wife
- 1953: Mister Scoutmaster
- 1954: Drei aus Texas (Three Young Texans)
- 1954: Fluss der Rache (The Gambler from Natchez)
- 1955: Der schwarze Prinz (The Dark Avenger)
- 1957: Die Frau meiner Sehnsucht (Let's Be Happy)
- 1957: Bernardine
- 1957: Der Einsame (The Lonely Man)
- 1957: Junges Glück im April (April Love)
- 1958: A Nice Little Bank That Should Be Robbed
- 1959: Der Ehrbare Bigamist (The Remarkable Mr. Pennypacker)
- 1959: Ferien für Verliebte (Holiday for Lovers)
- 1959: Die Reise zum Mittelpunkt der Erde (Journey to the Center of the Earth)
- 1960: Dazu gehören zwei (Where the Boys Are)
- 1961: Aladins Abenteuer (Le meraviglie di Aladino) (Ko-Regie)
- 1962: Die Wunderwelt der Gebrüder Grimm (mit George Pal) (The Wonderful World of the Brothers Grimm)
- 1962: … gefrühstückt wird zu Hause (If a Man Answers)
- 1963: Flieg mit mir ins Glück (Come Fly with Me)
- 1964: Honeymoon Hotel
- 1965: Dschingis Khan (Genghis Khan)
- 1966: Unser Mann in Rio (Se tutte le donne del mondo)
- 1967: Die Mörder stehen Schlange (Murderers' Row)
- 1967: Wenn Killer auf der Lauer liegen (The Ambushers)
- 1969: Die Todesreiter (The Desperados)
- 1973: Jefferson Bolt – Reisender in Dynamit (That Man Bolt)
- 1977: Run for the Roses
- 1979: The Treasure Seekers
- 1980: Scout's Honor